# トム・リナルディ

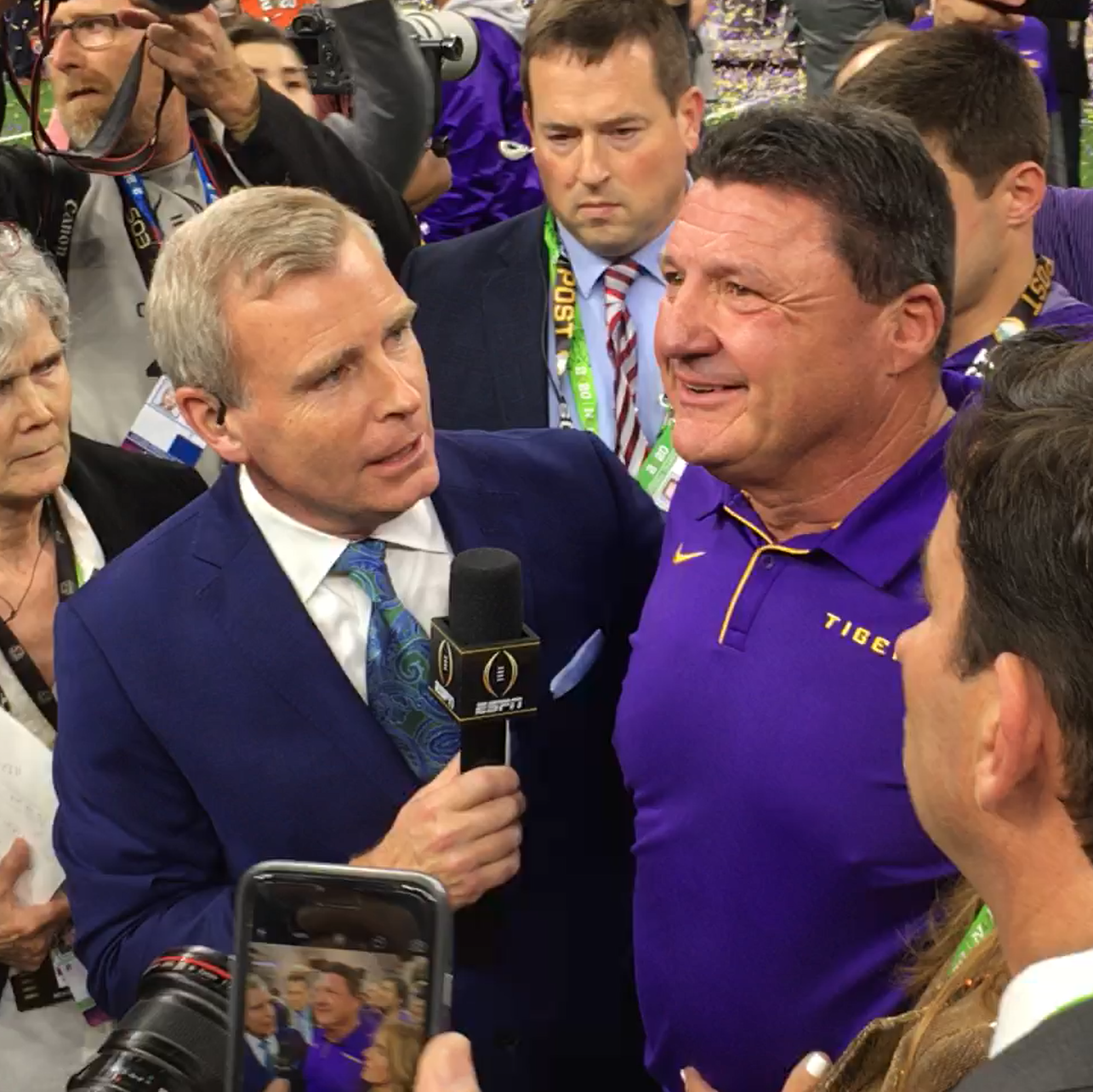
2020年CFP全米選手権直後のエド・オージェロンにリナルディ（左）がインタビューしている様子

トム・リナルディはFOXスポーツのアメリカ人レポーター。以前はESPNのウィンブルドンと全米オープンのテニス中継、ESPNのゴルフ中継、スポーツセンター、アウトサイド・ザ・ラインズ、カレッジ・ゲームデイ、サンデーNFLカウントダウンにや競馬中継の特集も担当していた。

## キャリア歴
リナルディは1998年から2002年までの4年間、CNN/SIでレポーターを務めた後、2003年5月にESPNに入社。1996年から1998年までオレゴン州ポートランドのKATU-TV、1993年から1996年までインディアナ州サウスベンドのWNDU-TVでリポーターを務めた。年12月、ESPNを退社してFOXスポーツと契約したことが発表され、スーパーボウル、ワールドシリーズ、ワールドカップ、大学フットボールの主要試合など、主要スポーツイベントを担当する見込み。
2006年から2020年まで、リナルディはESPNとABCのゴルフ中継で主席インタビュアーと特集レポーターを務めた。この職務において、彼は多くのエッセイ、特に主要イベントの終了後のエッセイで賞賛されている。2009年11月27日、ウッズが婚外恋愛を公にするきっかけとなった事件の後、リナルディはタイガー・ウッズの最初のインタビューを行った。
2017年、リナルディはESPNでNBAプレーオフのサイドライン・レポーターを務めた。

## 私生活
ニューヨークのブルックリンで生まれ、ニュージャージー州クレスキルで育ち、クレスキル高校を卒業。
大学一期生としてフォーダム大学に入学し、その後ペンシルベニア大学に編入、議会討論チームに所属して英語の学士号を取得した。コロンビア大学ジャーナリズム大学院で学位を取得。妻のダイアン、息子のジャック、娘のテッサとテナフライ近郊に在住。
2016年には、9月11日の同時多発テロで世界貿易センターが崩壊した際、自らの命を落とす前に18人を救出したニューヨークのボランティア消防士、ウェルズ・クラウザーについての本『赤いバンダナの男』を執筆。
ジャーナリズムに携わる前は、ブロンクスのモリス高校でハンドボールのコーチを務める傍ら、高校で英語と第二外国語としての英語の教師をしていた。また、ピッツバーグのシャディ・サイド・アカデミーでも教鞭をとっていた。

## 表彰
リナルディはスポーツ・エミー賞を16回、エドワード・R・マロー賞を7回、AP通信賞を3回、USAトゥデイ年間最優秀特集賞を受賞している。